# Chester Harriott
Chester Harriott (24 februari 1933 – 4 juli 2013) was een Jamaicaanse jazzpianist. Hij kwam in 1952 in Engeland wonen, omdat hij een beurs had ontvangen om aan de Royal College of Music te komen studeren. Na zijn studie zat Harriott op de bank bij onder anderen Bob Monkhouse en Ed Sullivan. Chester Harriott speelde diverse rollen in televisieseries en schreef onder andere de soundtrack voor Crossroads. Ook had hij enkele singles opgenomen. 
Chester Harriott was gescheiden van Peppy met wie hij drie kinderen had. Een van zijn zoons is de Engelse chef-kok en tv-presentator Ainsley Harriott.